# Choroszcz
Choroszcz là một thị trấn thuộc huyện Białostocki, tỉnh Podlaskie ở đông-bắc Ba Lan. Thị trấn có diện tích 17 km². Đến ngày 1 tháng 1 năm 2011, dân số của thị trấn là 5469 người và mật độ 326 người/km².